# 14 aprile
Il 14 aprile è il 104º giorno del calendario gregoriano (il 105º negli anni bisestili). Mancano 261 giorni alla fine dell'anno.

## Eventi
- 43 a.C. – Battaglia di Forum Gallorum: Marco Antonio affronta le legioni del console Gaio Vibio Pansa che viene mortalmente ferito;
- 69 – Vitellio batte l'imperatore romano Otone nella prima battaglia di Bedriaco e conquista il trono;
- 193 – Settimio Severo viene incoronato imperatore romano;
- 1205 – Battaglia di Adrianopoli tra i bulgari e i crociati;
- 1488- Congiura degli Orsi, a Forlì eliminazione di Girolamo riario
- 1561 – Fenomeno celeste di Norimberga: migliaia di oggetti volanti non identificati sorvolano il cielo di Norimberga terrorizzando la popolazione;
- 1796 – Inizia la seconda battaglia di Dego;
- 1849 – L'Ungheria proclama la repubblica;
- 1864 – Massimiliano d'Asburgo e la moglie Carlotta del Belgio partono alla volta del Messico sulla nave SMS Novara alle ore due del pomeriggio;
- 1865 – Washington: assassinio del presidente degli Stati Uniti Abraham Lincoln; colpito da John Wilkes Booth con un colpo di pistola mentre assisteva a una rappresentazione teatrale, morirà il giorno seguente;
- 1894 – USA: Thomas Alva Edison effettua una dimostrazione del cinetoscopio, apparecchio precursore di un proiettore cinematografico;
- 1900 – Nasce l'Unione Ciclistica Internazionale;
- 1912 – Alle ore 23:40, nell'oceano Atlantico, il transatlantico inglese RMS Titanic, durante il suo primo viaggio di linea, urta un iceberg che lo farà affondare nelle prime ore del 15 aprile;
- 1931 – Le Cortes depongono re Alfonso XIII di Spagna e proclamano la Seconda Repubblica spagnola;
- 1942 – Seconda guerra mondiale: un idrovolante giapponese bombarda la città di San Diego in California;
- 1945 – Seconda guerra mondiale: Imola viene liberata dagli Alleati;
- 1962 – Georges Pompidou diviene primo ministro di Francia;
- 1975 – A Milano viene rapito l'ingegnere Carlo Saronio dal Fronte Armato Rivoluzionario Operaio: viene chiesto un riscatto di cinque miliardi di lire, ma la famiglia paga solo 470 milioni; Saronio non sarà liberato e verrà trovato morto nel 1979;
- 1981 – Lo Space Shuttle Columbia supera il primo test di volo;
- 1982 – Ha inizio il primo processo a carico dei presunti responsabili del Sequestro Moro; le udienze si tengono nell'aula bunker del Foro Italico a Roma;
- 1986 – Gli USA bombardano la Libia ritenuta responsabile di favorire il terrorismo contro cittadini americani;
- 1991 – La petroliera Haven si inabissa al largo di Arenzano (GE), dopo tre giorni di avaria e di incendio, perdendo il suo carico di petrolio e provocando il più grande disastro ecologico nella storia del Mar Mediterraneo;
- 2002 – Venezuela: dopo tre giorni di imponenti manifestazioni popolari contro il golpe dell'11 aprile, Hugo Chávez riassume i poteri presidenziali;
- 2003 – Il Consorzio pubblico internazionale annuncia a Washington il completamento della mappatura del genoma umano;
- 2004
  - Iraq: Fabrizio Quattrocchi, uno dei quattro ostaggi italiani in mano ai ribelli, viene ucciso con un colpo alla nuca;
  - USA: Ariel Sharon, primo ministro israeliano, annuncia durante un incontro con il presidente statunitense George W. Bush un piano per il ritiro da buona parte della Striscia di Gaza e parte della Cisgiordania;
- 2008 – La coalizione di centrodestra guidata da Silvio Berlusconi vince le elezioni politiche;
- 2012 – Piermario Morosini, centrocampista della società calcistica del Livorno, accusa un malore improvviso durante una partita contro il Pescara e muore poco dopo;
- 2016 – Un forte terremoto colpisce l'isola di Kyūshū in Giappone;
- 2018 – In Siria un attacco aereo da parte di Francia, Gran Bretagna e USA colpisce i siti legati alla produzione o allo stoccaggio di armi chimiche per conto del dittatore Bashar al-Assad;
- 2023 – In Sudan le forze armate governative guidate dal generale Fattah Burhan, capo del Consiglio sovrano, e quelle paramilitari delle Forze di sostegno rapido (Rsf) guidate dal suo vice presidente, il generale Mohamed Hamdan Dagalo, iniziano un conflitto bellico tra loro, dando il via alla guerra civile[1];
- 2024 – Il Bayer Leverkusen vince in casa 5-0 contro il Werder Brema, laureandosi per la prima volta nella sua storia campione di Germania, interrompendo un ciclo di undici titoli consecutivi vinti dal Bayern Monaco.

## Nati
Ci sono circa 1 150 voci su persone nate il 14 aprile; vedi la pagina Nati il 14 aprile per un elenco descrittivo o la categoria Nati il 14 aprile per un indice alfabetico.

## Morti
Ci sono circa 520 voci su persone morte il 14 aprile; vedi la pagina Morti il 14 aprile per un elenco descrittivo o la categoria Morti il 14 aprile per un indice alfabetico.

## Feste e ricorrenze

### Civili
Internazionali:
- Giornata dell'alfabeto N'Ko

Nazionali:
- Angola: Festa della gioventù
- Bangladesh - Pahela Boishakh, o Poila Boishakh, capodanno bengalese
- Haiti, Honduras e Repubblica Dominicana - Giornata panamericana
- India-Kerala - Vishu, primo giorno dell'anno astronomico
- Nepal - Nayabarsa o Bisket Jatra (capodanno nepalese)
- Russia - Giorno di Mologa

### Religiose
Cristianesimo:
- Sant'Alfonso da Siviglia, mercedario
- Santi Antonio, Giovanni ed Eustazio, martiri
- Sant'Asaco (Asico), vescovo
- San Benedetto di Hermillon
- San Bernardo di Tiron, abate
- Sante Bernica, Prosdoca e Domenica, martiri
- San Frontone, abate in Egitto
- San Giovanni di Montemarano, vescovo
- San Lamberto di Lione, vescovo
- Santa Liduina di Schiedam, vergine
- San Pietro Gonzales (o san Telmo), domenicano
- San Pretestato di Rouen, vescovo
- Santi Tiburzio, Massimo e Valeriano, martiri di Roma
- Santa Tomaide d'Alessandria, martire
- San Valeriano, martire a Cumiana
- Beato Filippo di Vercelli, domenicano
- Beata Josefina Calduch Rovira (Isabella), vergine e martire

Religione romana antica e moderna:
- Processione degli Argei (Itur ad Argeos)

Sikhismo:
- Nascita del Guru Nanak Dev Ji (secondo il calendario nanakshahi)